# Jungfruplatsen

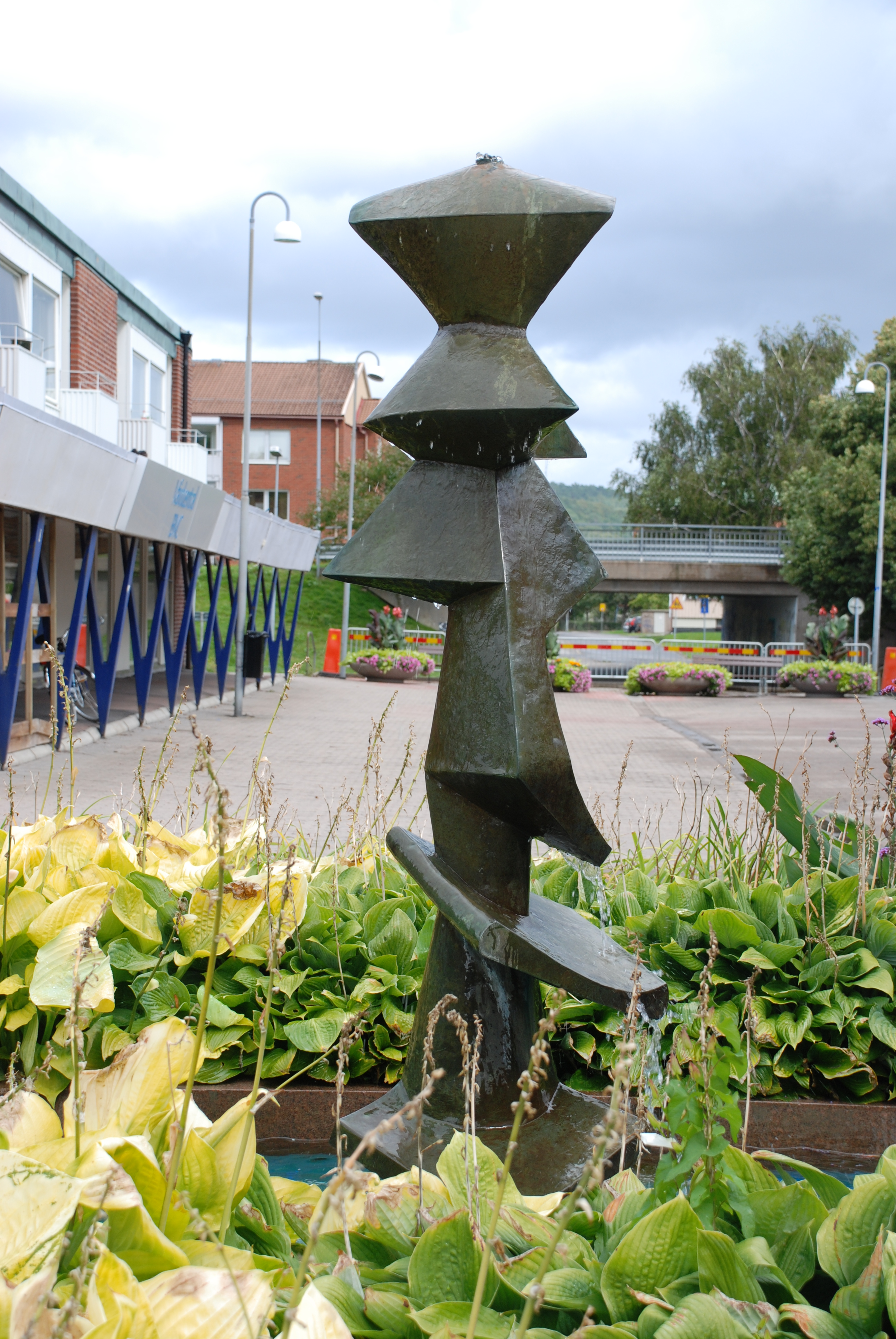
Skulpturen Bossanova på Jungfruplatsen.

Jungfruplatsen är ett torg och ett område i Mölndal.
Namnet Jungfruplatsen, efter stjärnbilden Jungfrun, antogs den 17 juni 1958. Jungfruplatsen invigdes den 6 december 1959. Platsen och de omkringliggande byggnaderna ritades av Johannes Olivegren och uppfördes av Byggnads AB Lennart Wallenstam och var Mölndals första egentliga butikscentrum. Samtidigt var 120 lägenheter i området färdiga. Området byggdes ut av Wallenstam och HSB under åren 1959–1961.
På Jungfruplatsen finns Mölndals första utekonstverk, Bossanova, av Bertil  Lundgren, vilket invigdes den 6 december 1964.
Postkontoret på Jungfruplatsen, vilket öppnades 1959, stängdes den 1 april 1996.
Delar av Jungfruplatsen ligger på Åby Frälsegårdens tidigare inägor.